# Kleingebiet Oroszlány
Das Kleingebiet Oroszlány (ungarisch Oroszlányi kistérség) war bis Ende 2012 eine ungarische Verwaltungseinheit (LAU 1) innerhalb des Komitats Komárom-Esztergom in Mitteltransdanubien. Bei der  Verwaltungsreform Anfang 2013 gingen alle Ortschaften in den nachfolgenden Kreis Oroszlány (ungarisch Oroszlányi járás) über, der sich in den gleichen Grenzen wie das Kleingebiet befindet.
Im Kleingebiet Oroszlány lebten Ende 2012 auf einer Fläche von 199,39 km² 25.973 Einwohner. Die Bevölkerungsdichte lag mit 130 Einwohnern pro km² leicht unter dem Komitatsdurchschnitt.
Der Verwaltungssitz befand sich in der einzigen Stadt Oroszlány (18.326 Ew.).

## Ortschaften
Die folgenden sechs Ortschaften gehörten zum Kleingebiet Oroszlány
| Bokod  | Dad       | Kecskéd   |
| Kömlőd | Oroszlány | Szákszend |